# إلسيوم صغير الأزهار
إلسيوم صغير الأزهار أو آنيسون نجمي (الاسم العلمي:Illicium parviflorum) هو نوع نباتي يتبع جنس الإلسيوم من فصيلة الشزندرية.